# جوزيف لوسيان بونابرت
جوزيف لوسيان بونابرت هو إقطاعي ‏ إيطالي، ولد في 12 فبراير 1824 في فيلادلفيا في الولايات المتحدة، وتوفي في 2 سبتمبر 1865 في روما في إيطاليا.